# Mustafá Sourang
Mustafá Sourang (Saint Louis, 24 de julio de 1949-4 de agosto de 2020) fue un político senegalés, quien ocupó varios cargos ministeriales durante la presidencia de Abdoulaye Wade.

## Biografía
Nieto de Muhamadú Mustafá Mbacké, el primer califa del Muridismo, Sourang obtuvo en 1974 una maestría en derecho público en la Universidad de Dakar y continuó sus estudios en la Universidad de Burdeos. A su regreso a Senegal fue decano de la Facultad de Derecho de 1984 a 1998 y posteriormente rector de la Universidad de Dakar entre 1998 y 2001.

### Carrera política
En mayo de 2001, el presidente Abdoulaye Wade nombró a Sourang como Ministro de Educación, posteriormente fue nombrado Ministro de Justicia el 1 de octubre de 2009 y Ministro de las Fuerzas Armadas el 4 de diciembre de 2011, cargo que ocupó hasta el 3 de abril de 2012.
En 2014, el presidente Macky Sall lo nombró como presidente de la Comisión Nacional de Reformas de la Tierra.

### Fallecimiento
Sourang falleció el 4 de agosto de 2020, su muerte fue anunciada a través de Radio Futurs Medias.